# Tapioca

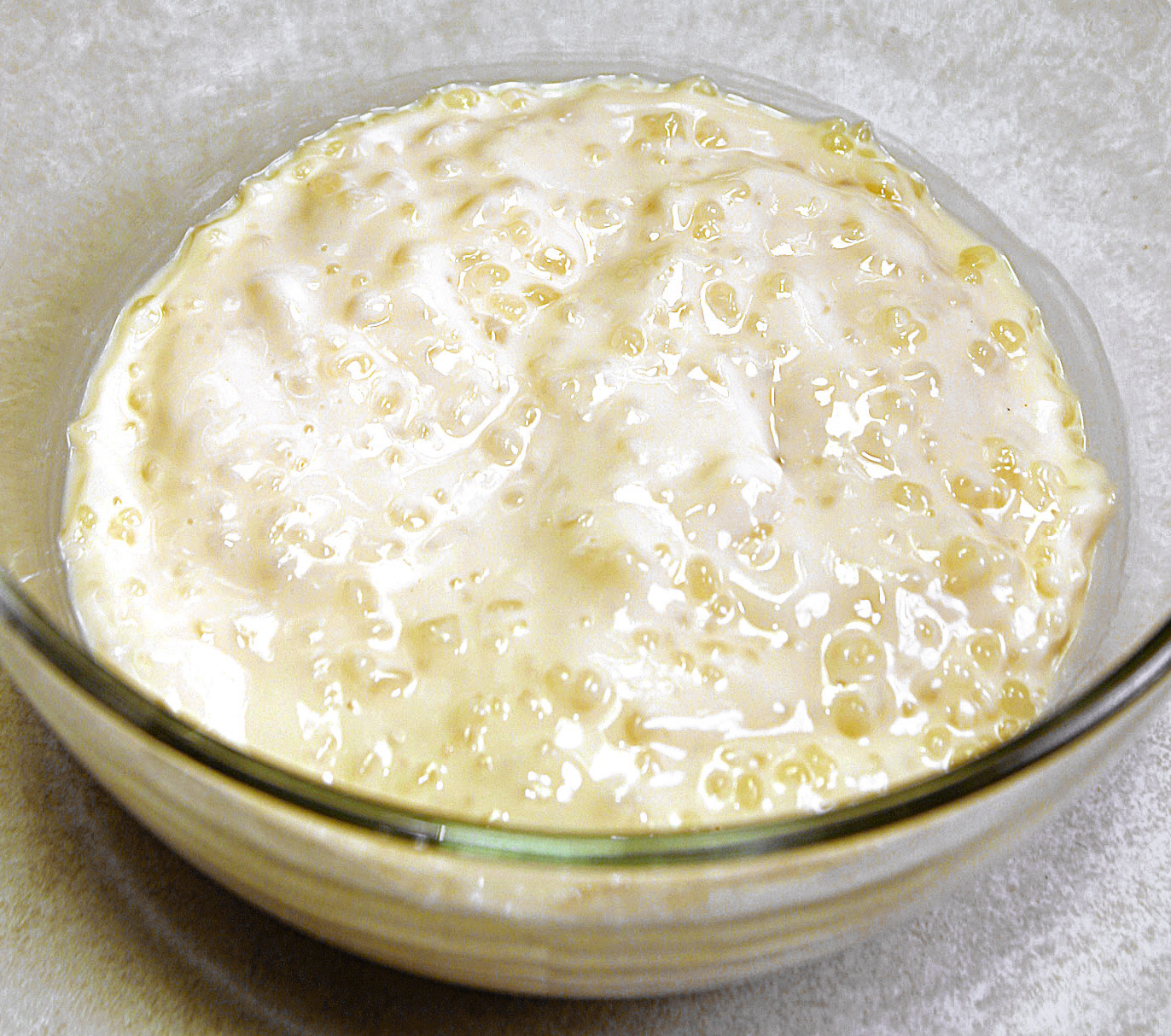
Tapiocapudding

Tapioca of cassavemeel is een hoofdzakelijk smaakloos zetmeelrijk ingrediënt, gemaakt van bewerkte en gedroogde cassavewortel (maniokwortel). Voor gebruik in de keuken is het verwerkt in dunne vlokken, of meer gebruikelijk, in kleine harde witte korrels of 'parels'. Deze dienen voor gebruik gedrenkt te worden. 

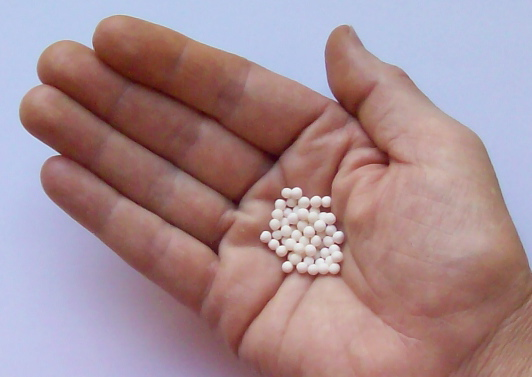
Ongeweekte Tapiocaparels

Tapiocabloem ofwel maniokbloem wordt gebruikt als bindmiddel in voedsel en als bindmiddel voor geneesmiddeltabletten. Ook is het meel een bestanddeel van kroepoek. Tapiocabloem is glutenvrij en daardoor geschikt voor mensen met coeliakie.
Tapioca wordt ook als varkensvoer gebruikt.